# Liste der Kulturdenkmäler in Neu-Isenburg
Die folgende Liste enthält die in der Denkmaltopographie ausgewiesenen Kulturdenkmäler auf dem Gebiet  der  Stadt Neu-Isenburg, Landkreis Offenbach, Hessen.
Hinweis: Die Reihenfolge der Denkmäler in dieser Liste orientiert sich zunächst an Stadtteilen und anschließend der Anschrift, alternativ ist sie auch nach der Bezeichnung, der vom Landesamt für Denkmalpflege vergebenen Nummer oder der Bauzeit sortierbar.
Kulturdenkmäler werden fortlaufend im Denkmalverzeichnis des Landes Hessen durch das Landesamt für Denkmalpflege Hessen auf Basis des Hessischen Denkmalschutzgesetzes (HDSchG) geführt. Die Schutzwürdigkeit eines Kulturdenkmals hängt nicht von der Eintragung in das Denkmalverzeichnis des Landes Hessen oder der Veröffentlichung in der Denkmaltopographie ab.

Das Vorhandensein oder Fehlen eines Objekts in dieser Liste ist keine rechtsverbindliche Auskunft darüber, ob es Kulturdenkmal ist oder nicht: Diese Liste entspricht möglicherweise nicht dem aktuellen Stand der offiziellen Denkmaltopographie. Diese ist für Hessen in den entsprechenden Bänden der Denkmaltopographie Bundesrepublik Deutschland und im Internet unter DenkXweb – Kulturdenkmäler in Hessen einsehbar. Auch diese Quellen sind, obwohl sie durch das Landesamt für Denkmalpflege Hessen aktualisiert werden, nicht immer aktuell, da es im Denkmalbestand immer wieder Änderungen gibt.
Eine verbindliche Auskunft erteilt allein das Landesamt für Denkmalpflege Hessen.
Nutze diese Kartenansicht, um Koordinaten in der Liste zu setzen. In dieser Kartenansicht sind Kulturdenkmale ohne Koordinaten mit einem roten bzw. orangen Marker dargestellt und können in der Karte gesetzt werden. Kulturdenkmale ohne Bild sind mit einem blauen bzw. roten Marker gekennzeichnet, Kulturdenkmale mit Bild mit einem grünen bzw. orangen Marker.

## Kulturdenkmäler nach Stadtteilen

### Neu-Isenburg
| Bild                               | Bezeichnung                               | Lage | Beschreibung | Bauzeit                                                                   | Objekt-Nr. |
| ---------------------------------- | ----------------------------------------- | --- | --- | ------------------------------------------------------------------------- | ---------- |
| Historischer Grundriss             | Straßengrundriss des Alten Ortes          | Neu-Isenburg, Alter Ort LageFlur: 1, Flurstück: 607/10, 607/11, 607/12, 607/13, 607/14, 607/15, 607/16, 607/17, 607/9 | Marktplatz mit Löwengasse, Pfarrgasse, Hirtengasse, Kronengasse, Kirchgäßchen, Brionsgäßchen, Nollgäßchen und Luftgäßchen bilden zusammen den sternenförmigen Straßengrundriss des Ortskerns der Planstadt Neu-Isenburg | 1699 nach Plan des Isenburgischen Hofmeisters Andreas Loeber              | 42105 DDB  |
| weitere Bilder                     | Flakstellung                              | Neu-Isenburg, Am engen Wald (ehemals Brüllochsenweg) LageFlur: 6, Flurstück: 23                                       | Die Flakstellung am Brüllochsenweg aus dem Zweiten Weltkrieg ist die am besten erhaltene Flakstellung in Hessen. Erhalten sind die Unterstände für die Luftwaffenhelfer, auf der Betonplatte in der Mitte ragen zehn verrostete Verschraubungen empor. Die Flakstellung steht seit 2018 unter Denkmalschutz. | 1939–1945                                                                 | 927955 DDB |
| Ehemalige Güterbahnhof-Anlage      | Ehemalige Güterbahnhof-Anlage             | Neu-Isenburg, Carl-Ulrich-Straße 8 LageFlur: 3, Flurstück: 410/16                                                     | traufständiger zweigeschossiger Backsteinbau mit Sockel und Gewänden aus Buntsandstein sowie daran anschließender langgestreckter Güterschuppen im Westen | 1903                                                                      | 923896 DDB |
| weitere Bilder                     | Katholische Kirche St. Christoph          | Gravenbruch, Dreiherrnsteinplatz 2 LageFlur: 25, Flurstück: 228/1                                                     | flach gedecktes, weiß gefasstes Kirchenschiff auf elliptischem Grundriss mit figurativem Mosaik und vertikalen Fensterschlitzen; Ein beigestellter betonsichtiger Campanile aus geschwungenen Wandscheiben wurde im Juni 2017 abgerissen. | 1964–1967                                                                 | 926590 DDB |
| Sachteil Altarfenster              | Sachteil Altarfenster                     | Neu-Isenburg, Forstweg 2 LageFlur: 4, Flurstück: 362/2                                                                | trapezförmiges, sich nach unten verjüngendes Fenster mit farbig-motivischer Glasgestaltung und stilisierender Formensprache über dem Altarraum des evangelisch-reformierten Gemeindezentrums Buchenbusch; Abgebildet werden drei horizontal übereinander angeordnete Figurengruppen in hellen antikisierenden Gewändern auf blauem Grund. Das obere Motiv zeigt betende Gläubige in Orantenhaltung. Das mittlere Motiv zeigt mehrere Personen, die um einen Abendmahltisch versammelt sind, in dessen Mitte Jesus selbst sitzt. Das untere Motiv zeigt Jesus als Lehrer, der den Menschen den Glauben vermittelt. |                                                                           | 784160 DDB |
| Ehemaliges Hauptzollhaus           | Ehemaliges Hauptzollhaus                  | Neu-Isenburg, Frankfurter Straße 6 LageFlur: 1, Flurstück: 320/2                                                      | Zollhaus an der damaligen Grenze vom zum hessisch-preußischen Zollverein gehörigen Großherzogtum Hessen zur Reichsstadt Frankfurt; schlichtes, klassizistisches, verputztes Gebäude mit Satteldach | 1828                                                                      | 42106 DDB  |
| Ehemaliges Schulhaus               | Ehemaliges deutsch-lutherisches Schulhaus | Neu-Isenburg, Frankfurter Straße 55 LageFlur: 1, Flurstück: 576/5                                                     | Südhälfte eines verputzten Gebäudes mit massivem Erdgeschoss und Fachwerkobergeschoss; Fassade nachträglich verändert | 1781, 1872 Erweiterung, teilweise abgebrochen und durch Neubau ersetzt    | 42107 DDB  |
| Friedhof, Kriegerdenkmal 1         | Friedhof, Kriegerdenkmal 1                | Neu-Isenburg, Friedhofstraße 111, Friedhof LageFlur: 4, Flurstück: 245/2                                              | Ehrenmal für die Gefallenen des Ersten Weltkriegs, bestehend aus erhöhtem ovalem Ehrenhof mit Wasserbecken, halbkreisförmiger Mauer mit Spitzbogenarkaden und Figur eines knienden Soldaten (in Kupfertreibarbeit) auf einem Sockel | 1931 errichtet                                                            | 42108 DDB  |
| Kriegerdenkmal                     | Friedhof, Kriegerdenkmal 2                | Neu-Isenburg, Friedhofstraße (bei Nr. 111), Friedhof LageFlur: 4, Flurstück: 242/3                                    | Ehrenmal für die Gefallenen des Deutsch-Französischen Kriegs 1870/1871; stehende Germania auf hohem, mehrstufigem Postament mit Inschrift und Relieffriesen aus Kränzen, Helmen und gekreuzten Schwertern | 1877 eingeweiht                                                           | 42109 DDB  |
| Hofgut Gravenbruch                 | Ehemaliges Hofgut Gravenbruch             | Neu-Isenburg, Graf-zu-Ysenburg-und-Büdingen-Platz 1 LageFlur: 25, Flurstück: 2/1                                      | Hofgut Gravenbruch, ab 1885 Waldgaststätte, ab 1976 Teil eines Hotelkomplexes; vierflügeliger Gebäudekomplex mit zweigeschossigem ehemaligem Jagdschloss | 1586, 1661 Umbau                                                          | 42115 DDB  |
| Postamt                            | Postamt                                   | Neu-Isenburg, Hugenottenallee 59 LageFlur: 2, Flurstück: 71/8                                                         | Eckbau in Winkelform mit klarer Kuben-Gliederung und Klinker-Fensterbändern | 1931                                                                      | 42110 DDB  |
| Ehemaliges Stellwerk               | Ehemaliges Stellwerk                      | Neu-Isenburg, Hugenottenallee 148 LageFlur: 3, Flurstück: 410/20                                                      | schlichter Kleinbau auf geschosshohem Sockel mit großzügig durchfenstertem Fachwerkgeschoss und weit überstehendem Flachdach, renoviert und flankiert von zwei historischen Waggons | 1903                                                                      | 923897 DDB |
| weitere Bilder                     | Evangelisch-reformierte Pfarrkirche       | Neu-Isenburg, Kirchgäßchen 5 LageFlur: 1, Flurstück: 1                                                                | Äußerlich wie innerlich schlichtes Kirchengebäude auf kreuzförmigem Grundriss; ab 1908 erweitert mit Querhaus und vorgestelltem Turm nach Entwurf des Architekten Ludwig Hofmann (Herborn) | 1705/1706 Holzkirche, 1773/1775 schlichter Steinbau, 1908 Erweiterungsbau | 42111 DDB  |
| weitere Bilder                     | Katholische Pfarrkirche St. Josef         | Neu-Isenburg, Kirchstraße 16 (ehemals Waldstraße 42) LageFlur: 1, Flurstück: 554/12                                   | neuromanische, dreischiffige Basilika mit offener Arkadenvorhalle und seitlich anschließendem hohem Glockenturm, geweiht am 23. Oktober 1911 | 1910–1911 (als Ersatz eines Vorgängerbaus von 1876)                       | 42113 DDB  |
| Ehemaliges französisches Schulhaus | Ehemaliges französisches Schulhaus        | Neu-Isenburg, Pfarrgasse 29 LageFlur: 1, Flurstück: 231/3                                                             | erste französische Schule in Neu-Isenburg; einfaches Fachwerkhaus mit Walmdach | 1703/1705                                                                 | 42112 DDB  |
| Villa                              | Villa                                     | Neu-Isenburg, Wilhelm-Leuschner-Straße 1 LageFlur: 2, Flurstück: 125/5                                                | zweigeschossiger Putzbau im Stil des Historismus mit auffälligem dreiseitigem Eckbau mit geschweifter Haube, Erker aus Sandsteinkonsolen und Krüppelwalm zur Friedensstraße; Fachwerk in großen Teilen des Obergeschosses | 1903                                                                      | 726423 DDB |

### Zeppelinheim
| Bild           | Bezeichnung                   | Lage                                                            | Beschreibung | Bauzeit | Objekt-Nr. |
| -------------- | ----------------------------- | --------------------------------------------------------------- | --- | ------- | ---------- |
| weitere Bilder | Evangelisches Gemeindezentrum | Zeppelinheim, Hirschsprung 1 LageFlur: 1, Flurstück: 189, 190/1 | weiß gefasstes Gemeindezentrum in bungalowartiger Bauweise mit aufgeständertem kubischem Campanile, das sich maßstäblich in die kleinteilige Siedlung eingefügt | 1965    | 784166 DDB |